# Ponderazione (acustica)
La ponderazione (od ombreggiamento; in inglese Shading) dei livelli delle tensioni che compongono un fascio acustico è una metodologia che consente di modificare il profilo della caratteristica di direttività di una base idrofonica al fine della riduzione delle ampiezze dei lobi secondari
che possono creare ambiguità nel rilevamento sonar .

## Processo di comparazione e calcolo
Lo studio del processo di ponderazione per la caratteristica di direttività del sonar prevede l'alterazione calibrata dei livelli delle tensioni generate dagli idrofoni di una base circolare e la conseguente curva di direttività, richiede la comparazione tra direttività normale e direttività ponderata ottenute tramite calcolo per evidenziare i vantaggi della seconda rispetto alla prima.

### Direttività non ponderata di una base circolare
La caratteristica di direttività di un sistema acustico indica come varia la sensibilità di ricezione con il variare della direzione {\displaystyle \alpha } di provenienza dell'onda sonora; se la sensibilità è la massima possibile in una direzione, massimo del lobo principale, e diminuisce molto rapidamente con il variare di essa si dice che la base ricevente ha una buona direttività, cioè presenta una direzione preferenziale d'ascolto di un sistema idrofonico al fine della riduzione delle ampiezze dei lobi secondari.
La direttività di un gruppo di sensori, ottenuta sommando i contributi di tensione generati dai singoli idrofoni, opportunamente rimesse in coerenza, indicata come fascio preformato, è mostrata in alto di figura per una base di soli {\displaystyle 18} idrofoni: 
Computo della caratteristiche di direttività di una base acustica circolare con un numero doppio di sensori acustici rispetto alla base di figura:
Raggio: {\displaystyle 0.525\ m}
Frequenza di lavoro: {\displaystyle f=9500\ Hz}
Numero degli idrofoni della base: {\displaystyle N=36} (un idrofono ogni {\displaystyle 10}°)
Numero fasci preformati: {\displaystyle nf=72}
Numero degli idrofoni che compongono un fascio: {\displaystyle n=12}
Rapporto (lobo principale/max lobo secondario) ottenibile senza ponderazione: {\displaystyle r=1/0.25\ (\approx 12\ dB)}
Larghezza del lobo principale: {\displaystyle \alpha =2\cdot 4.5^{\circ }\ a\ -3\ dB}
La curva di direttività calcolata è mostrata nella parte inferiore di figura:
Il grafico è stato tracciato con una serie di dati, ottenuti da P.C, sommando vettorialmente le {\displaystyle 12} funzioni matematiche rappresentative delle corrispondenti tensioni idrofoniche rimesse in coerenza; in questo caso tutti i vettori hanno lo stesso modulo.

### Direttività ponderata di una base circolare
Per il computo dei coefficienti di ponderazione sono disponibili numerosi algoritmi da scegliere in base alle esigenze progettuali; l'esempio seguente mostra l'applicazione di uno di questi utilizzato in modo specifico per la riduzione dell'ampiezza dei lobi secondari.

#### Legge di ponderazione

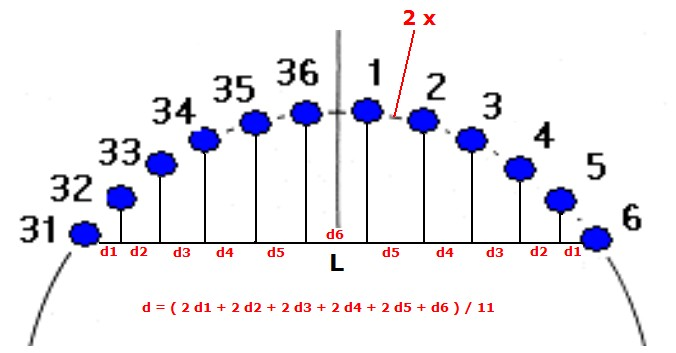
Arco della base per 12 idrofoni con indicazione dell'intervallo tra sensori:

Legge, {\displaystyle f(x)}, di ponderazione scelta e algoritmo che la definisce:
La funzione {\displaystyle f(x)} , detta del coseno quadrato, è sotto riportata:
{\displaystyle f(x)=0.333\ +\ 0.667\ \cos ^{2}(3.14159\ x/l)}
dove:
{\displaystyle l} = lunghezza della base con i {\displaystyle 12} idrofoni: {\displaystyle l=2\ R\ \sin(3.14159\cdot 55^{\circ }/180^{\circ })}
Da figura: {\displaystyle \ x} = semidistanza tra le singole coppie di idrofoni: {\displaystyle R\ \sin \ (3.14159\cdot a^{\circ }/180^{\circ })}
in cui {\displaystyle a}° è l'angolo di posizione dei singoli idrofoni rispetto all'asse della base

#### Confronto tra direttività

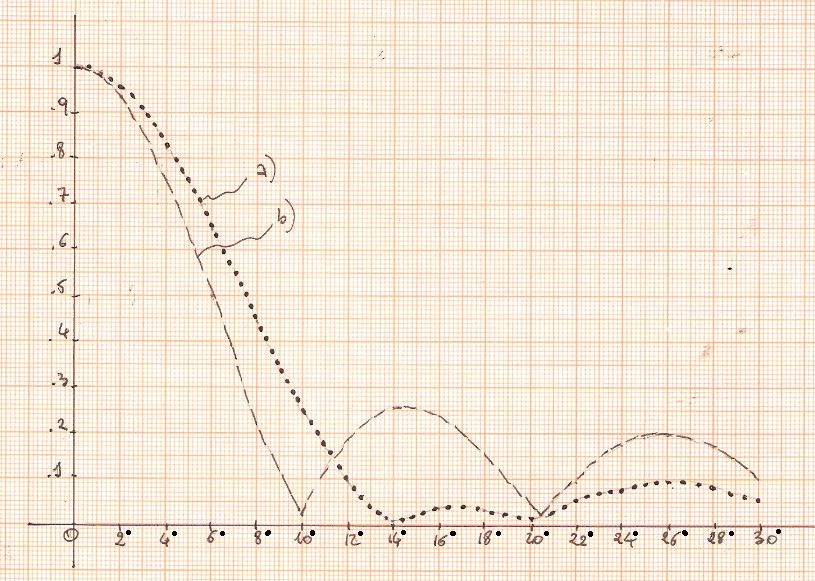
Direttività base circolare in funzione dell'angolo : curva b non ponderata, curva a ponderata. In ascisse l'angolo

Dal calcolo di {\displaystyle f(x_{n})} discendono i valori dei moduli dei 6 vettori:
idro 1-36: {\displaystyle f(x_{1})=0.982}
idro 2-35: {\displaystyle f(x_{2})=0.849}
idro 3-34: {\displaystyle f(x_{3})=0.650}
idro 4-33: {\displaystyle f(x_{4})=0.471}
idro 5-32:{\displaystyle f(x_{5})=0.364}
idro 6-31: {\displaystyle f(x_{6})=0.333}
Naturalmente i valori dei moduli degli idrofoni {\displaystyle 1;2;3;4;5;6} sono attribuiti anche agli idrofoni simmetrici {\displaystyle 36;35;34;33;32;31}
Per modificare i moduli dei vettori secondo {\displaystyle f(x)} è sufficiente attribuire ai canali di composizione di ciascun fascio guadagni decrescenti d'inserzione idrofoni secondo i valori calcolati.
In figura il confronto tra due curve di direttività; la curva a relativa a processo di ponderazione e la curva b in assenza.
La ponderazione riduce l'ampiezza dei lobi secondari nel rapporto {\displaystyle r=1/0.09\ (circa\ 20\ dB)}
La riduzione dei lobi secondari, tra la curva a e la b è evidente, si passa da {\displaystyle -12\ dB\ a\ -20\ dB} al prezzo di un incremento della larghezza del lobo principale che passa da {\displaystyle \alpha =2\cdot 4.5^{\circ }} ad {\displaystyle \alpha =2\cdot 5.6}°.

### Caratteristiche del sommatore

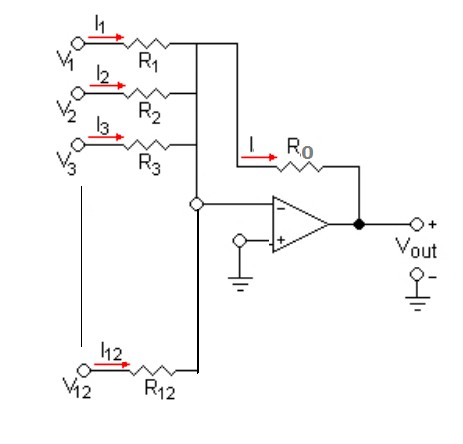
Sommatore analogico invertente con 12 ingressi.

Se il sommatore ha la configurazione di figura i valori delle resistenze da {\displaystyle R_{1}-R_{12}}
rapportate a {\displaystyle R_{o}=1\ M\ \Omega } sono ottenute dai reciproci della sequenza {\displaystyle f(x_{n})} come segue:
{\displaystyle R_{n}=\left({\frac {1}{f(x_{n})}}\cdot 1\ M\ \Omega \right)}
idro 1 - 36 : {\displaystyle R_{1}=R_{12}=1\ M\ \Omega }
idro 2 - 35 {\displaystyle R_{2}=R_{11}=1.18\ M\ \Omega }
idro 3 - 34 {\displaystyle R_{3}=R_{10}=1.54\ M\ \Omega }
idro 4 - 33 {\displaystyle R_{4}=R_{9}=2.12\ M\ \Omega }
idro 5 - 32 {\displaystyle R_{5}=R_{8}=2.74\ \ M\ \Omega }
idro 6 - 31 {\displaystyle R_{6}=R_{7}=3\ M\ \Omega }